# Mandrill Mayhem
Mandrill Mayhem ist eine Stahlachterbahn vom Modell Wing Coaster des Herstellers Bolliger & Mabillard im Chessington World of Adventures (Chessington, Greater London, UK), die am 15. Mai 2023 eröffnet wurde. Mandrill Mayhem ist der weltweit einzige Wing Coaster mit einem Shuttle-Layout, bei dem der Zug die Strecke sowohl vorwärts als auch rückwärts befährt.
Die 380 m lange und 20 m hohe Achterbahn befindet sich im neuen Themenbereich World of Jumanji und ist nach dem Abenteuerfilm Jumanji thematisiert. Der Namensteil Mandrill bezieht sich auf die gleichnamige Primatenart. 

## Fahrt
Der Zug wird mit Linearmotoren (LSM) auf die Höchstgeschwindigkeit von 72 km/h beschleunigt. Dabei wird die Beschleunigungsstrecke mehrmals durchfahren: Zuerst rückwärts aus der Station heraus auf einen Jr. Scorpion Tail, um Schwung zu holen. Dann wieder vorwärts durch die Station, um weiter zu beschleunigen. Es folgt ein Inline-Twist als einzige Inversion der Strecke und ein LSM-Boost, der den Zug weiter beschleunigt. Es folgt eine aufwärts gerichtete 405°-Spirale, die den Zug zum Stillstand bringt. Danach geht es rückwärts durch den Parkour, bis der Zug in der Station abgebremst wird.

## Zug
Mandrill Mayhem besitzt einen Zug mit sieben Wagen. In jedem Wagen können vier Personen (eine Reihe) Platz nehmen. Die Sitze in der letzten Reihe sind nach hinten gerichtet.